# Galatasaray
Galatasaray é um bairro do distrito de Beyoğlu, na cidade de Istambul, Turquia.
O centro do bairro é a Praça Galatasaray em turco: Galatasaray Meydanı, onde se situa o edifício que deu o nome ao bairro, o Liceu de Galatasaray (Galatasaray Lisesi), uma escola secundária fundado no século XIX, inspirada nos lycées franceses onde ainda hoje o ensino é fortemente francófono, e uma das mais prestigiadas da Turquia. Apesar do edifício datar do século XIX, o Galatasaray Lisesi é o sucessor de uma escola secundária criada em 1481, a Galata Sarayı Enderun-u Hümayunu (Escola do Palácio Imperial de Gálata). Foi no Liceu de Galatasaray que nasceu em 1905 o Galatasaray Spor Kulübü, um dos clubes de futebol mais famosos da Turquia. Em 1992 a escola deu origem à Universidade de Galatasaray.
O bairro faz parte da zona histórica de Pera, a qual está muito associada ao imaginário romântico de Istambul que teve o seu auge no século XIX. Desde a Idade Média que esta área a norte do Corno de Ouro foi o local de residência das comunidades europeias ocidentais estabelecidas em Constantinopla / Istambul, embora também aí vivessem gregos, arménios e outras comunidades cristãs e judias. A Praça Galatasaray situa-se sensivelmente a meio da artéria principal da área, a Avenida İstiklal (İstiklâl Caddesi), a antiga e chique Grande Rue de Péra (o francês foi uma língua muito usada em Istambul até ao princípio do século XIX, não só pelos levantinos franceses, mas também pelos turcos cultos). A Avenida İstiklal, uma das ruas mais animadas de Istambul socialmente e culturalmente, liga a zona central da antiga Gálata, onde se situava a comunidade genovesa na Idade Média, cujo marco principal é a Torre de Gálata, com a Praça Taksim. 
Na Praça Galatasaray encontra-se uma escultura do artista turco  cretense Şadi Çalık que comemora o 50º aniversário da República da Turquia.
Igualmente na Praça Galatasaray, encontra-se o Museu de Galatasaray (Galatasaray Müzesi), cujo nome oficial é "Centro Cultural e Artístico da Universidade de Galatasaray". Foi fundado em 1868 ou 1905 por Ali Sami Yen, o fundador do Galatasaray Spor Kulübü, um ex-aluno do Liceu de Galatasaray. Depois de ter estado inicialmente instalado em Kalamış, em 1919 foi mudado para o Liceu de Galatasaray, tendo reaberto em 2009 numa antiga estação de correios remodelada para o efeito. A maior parte das exposições permanentes do museu constam de memorabilia do Galatasaray Spor Kulübü e, em menor escala, do Liceu de Galatasaray.